# Ma Jianfei
Ma Jianfei (chiń. 马剑飞; ur. 29 lipca 1984 w Chaozhou) – chiński florecista, czterokrotny medalista mistrzostw świata.
Podczas mistrzostw świata w Katanii w 2011 roku Chińczycy w składzie: Zhang Liangliang, Lei Sheng, Zhu Jun i Ma Jianfei zdobyli złoty medal w zawodach drużynowych. Na rozgrywanych trzy lata później mistrzostwach świata w Kazaniu zdobył srebrne medale indywidualnie i drużynowo. W finale turnieju indywidualnego pokonał go Rosjanin Aleksiej Czeriemisinow. Zdobył również brąz w zawodach drużynowych na mistrzostwach świata w Moskwie w 2015 roku.
Wystartował na igrzyskach olimpijskich w Londynie w 2012 roku, gdzie indywidualnie odpadł w ćwierćfinale, a drużynowo był siódmy. Brał też udział w igrzyskach olimpijskich w Rio de Janeiro w 2016 roku, zajmując piąte miejsce drużynowo i dziewiąte indywidualnie.
Ponadto zdobył złoto indywidualnie i srebro drużynowo na igrzyskach azjatyckich w Inczonie w 2014 roku oraz brąz drużynowo na igrzyskach azjatyckich w Dżakarcie w 2018 roku.

## Londyn 2012
| Runda       | Przeciwnik         | Państwo          | Wynik |
| ----------- | ------------------ | ---------------- | ----- |
| 1/16 finału | Daniel Gómez       | Meksyk           | 15:9  |
| 1/8 finału  | Artur Achmatchuzin | Rosja            | 15:11 |
| Ćwierćfinał | Choi Byung-chul    | Korea Południowa | 13:15 |